# Línea Azul (Metro de Cleveland)
La Línea Azul (en inglés: Blue Line) es una línea de tren ligero del Metro de Cleveland. La línea opera entre las estaciones Tower City–Public Square y Warrensville–Van Aken.